# Pawieł Cyras-Morozowicz
Pawieł Aleksandrowicz Cyras-Morozowicz, ros. Павел Александрович Цырас-Морозович (ur. w 1882 r., zm. 13 lipca 1961 r. w Darmstadt) – rosyjski wojskowy (pułkownik), oficer Rosyjskiego Korpusu Ochronnego podczas II wojny światowej
W 1904 r. ukończył szkołę wojskową w Wilnie. Służył w 14 pułku strzeleckim. Brał udział w I wojnie światowej. Był oficerem sztabowym dla specjalnych poruczeń w sztabie flotylli rzecznej na Dunaju, dochodząc do stopnia pułkownika. Pod koniec 1917 r. służył w 1 ochotniczej brygadzie płk. Michaiła G. Drozdowskiego na froncie rumuńskim. 24 grudnia tego roku został odkomenderowany do Odessy, gdzie wstąpił do wojsk białych. Latem i jesienią 1918 r. służył w sztabie Armii Astrachańskiej, a następnie w sztabie sił rzecznych Sił Zbrojnych Południa Rosji. W 1920 r. pełnił funkcję naczelnika wydziału w ministerstwie morskim adm. Aleksandra W. Kołczaka. W poł. listopada tego roku wraz z resztkami wojsk białych ewakuował się z Krymu do Gallipoli. Zamieszkał w Belgradzie. Po zajęciu Jugosławii przez wojska niemieckie w kwietniu 1941 r., wstąpił do nowo formowanego Rosyjskiego Korpusu Ochronnego. Był ranny. Po zakończeniu wojny zamieszkał w zachodnich Niemczech.